# Garde Écossaise

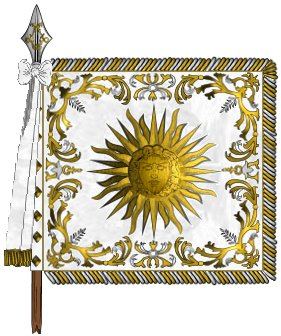
Estándar de la 1ère Compagnie Écossaise de los Gardes du Corps franceses. Creado por PMPdeL. Cortesía de Kronoskaf.

La Guardia Escocesa o Garde Écossaise fue una unidad de élite militar francesa fundada en 1418 por Carlos VII de Francia, de la dinastía Valois, creada para ser guardaespaldas personales del monarca francés. Ellos fueron asimilados en la Maison du Roi y más tarde formó la primera compañía de la Garde du Corps du Roi o "guardias de corps". En 1450, el rey Jacobo II de Escocia envía una compañía de 24 nobles escoceses al mando de Patrick de Spens, hijo de su custodio. Esta compañía lleva el nombre de "archiers du corps" o "gardes de la manche". El 31 de agosto de 1490, esta compañía, se fusiona con otras bajo el mando de Patry Folcart, Haliday Thomas y una parte de la compañía de Robin Petitloch, formando la primera compañía de la "Guardia de Arqueros del Rey", al mando de Guillaume Stuier (Stuart). Al principio esta compañía estuvo compuesta por 100 guardias de corps (25 gardes de la manche y 75 "arqueros"). Cada guardaespaldas tenía cuatro hombres de armas bajo su mando, (un escudero, un arquero, un craquenier y un sirviente); el jefe de los gardes de la manche recibía el título de "Primer hombre de armas del Reino de Francia". Se disolvió finalmente en 1830 con la abdicación de Carlos X.

## Origen

### La Grande Armée Ecossaise
Si bien está documentada la existencia de compañías escocesas combatiendo por Francia desde el principio de la Guerra de los Cien Años, no eran grupos muy significativos numéricamente. Pero cuando Carlos VI fue declarado demente, estalló la guerra de Borgoña; ante la alianza entre Borgoña e Inglaterra, el Delfín (el futuro Carlos VII de Francia), debió buscar apoyo en Castilla y Escocia. En 1418 Robert Stewart, duque de Albany nombró a su hijo, John Stewart, segundo conde de Buchan, Chamberlain de Escocia, comandante del cuerpo expedicionario escocés, el ejército más grande que la Escocia medieval había enviado alguna vez al extranjero. Entre 7000 y 8000 hombres llegaron a La Rochelle, en octubre de 1419 y se abrieron paso a Tours para saludar al Delfín. Lo primero que el futuro Carlos VII hizo fue demostrar su magnificencia a los nobles escoceses. Buchan recibió Châtillon-sur-Indre, el conde de Wigtoun recibió Dun-le-Roi, Sir John Stewart de Darnley recibió Concressault, y Thomas Seton el castillo de Langeais. Los líderes escoceses fueron persuadidos a regresar a Escocia para reclutar más tropas. Los dirigentes escoceses regresaron en 1420 con otro contingente de 4000 a 5000 hombres. Mientras que sus líderes estaban en Escocia, el Delfín distribuyó el contingente en sus ejércitos y guarniciones, separando cerca de cien de los mejores guerreros para ser su guardaespaldas personales. Los escoceses lucharon con distinción en toda Francia con una victoria notable en la batalla de Baugé en 1421, donde el duque de Clarence se decía que había sido derribado por Mace Buchan. Sin embargo, los escoceses se enfrentaron a una calamidad en la batalla de Verneuil en 1424, cuando perdieron 6.000 hombres. Sufrieron luego otro revés en la batalla de Herrings en 1429; tras esto, el ejército escocés en Francia se fragmentó en numerosas compañías libres, y también en Compagnies d'ordonnance en el ejército francés.

### Guardia Real
Sin embargo, el rey se encargó en persona de su Guardia Escocesa. Los guardias escoceses probablemente fueron quienes lo salvarón cuando Juan sin Miedo trato de asesinarlo en el puente de Montereau, y lo rescatarón de un incendio en Gascuña en 1442. Guardias escoceses cayeron en la batalla de Montlhéry en defensa del rey Luis XI de Francia, en 1465. Y era un oficial de ellos, Patrick Spens, quien hirió al Duque Carlos  el Temerario de Borgoña en enero de 1477. El rey Carlos VIII les dio el lema de este oficial en su honor: "Si Deus (pro nobis), Quis Contra (nos)?".
A partir del siglo XVI el reclutamiento se basó principalmente de franceses, en tanto los elementos escoceses disminuían. Sin embargo mantuvieron su nombre al igual que ciertas palabras de mando que se habían originado en inglés. Durante el reinado de Luis XV la compañía escocesa contaba con 21 oficiales y 330 soldados agrupados como una unidad de caballería; vio por última vez el servicio activo acompañando al rey en la batalla de Lawfeld el 1 de julio de 1747. En esta y en otras ocasiones la compañía escocesa llevado claymores con guardas de acero en lugar de las espadas de la caballería pesada francesa. Se distinguían de las demás compañías de la Guardia de Corps mediante el uso de bandoleras blancas adornado con encajes de plata.
Este cuerpo sobrevivió hasta el final de la monarquía borbónica como la Compañía de mayor categoría del Gardes du Corps (Guardias de Corps o Guardaespaldas). Si bien fue disuelta junto con el resto de la Guardia de Corps en 1791, por la  Revolución francesa, se restableció durante la primera restauración borbónica con la ordenanza del 25 de mayo de 1814. Hasta su disolución definitiva en 1830 esta Compañía retuvo el título de "les Fiers Ecossais" (los escoceses orgulloso).

### La Guardia de la Manche
La compañía escocesa proporcionó un destacamento especial de 24 guardias de la Manche (literalmente "Guardias de la manga") que estaban presentes cerca del rey durante ceremonias de la corte. El nombre se debe a que debían estar cerca del monarca, rozando su manga; eran los miembros más antiguos de la compañía escocesa, y en 1775 su número disminuyó a 18. Los guardias de la Manche se distinguían por vestir una casaca roja bordada de oro blanco, en lugar de la casaca azul, rojo y plateada del resto de la Guardia de Corps.